# جوناس ليندبرغ
جوناس ليندبرغ (بالسويدية: Jonas Lindberg)‏ (24 مارس 1989 بغوتنبرغ في السويد - ) هو لاعب كرة قدم سويدي في مركز الوسط. لعب مع غايس غوتنبرغ ونادي خوفدة الرياضي العام ونادي ساربسبورغ 08 ونادي ليونغسكايل وفاربرغس بويس ‏.

## وصلات خارجية
- جوناس ليندبرغ على موقع اتحاد السويد (السويدية)
- جوناس ليندبرغ على موقع قاعدة بيانات كرة القدم.إي يو (الإنجليزية)
- جوناس ليندبرغ على موقع Soccerway.com (الإنجليزية)
- جوناس ليندبرغ على موقع عالم كرة القدم.نت (الإنجليزية)